# Gabriela Melinescu
Gabriela Melinescu (n. 16 august 1942, București, România – d. 15 octombrie 2024, Stockholm, Suedia) a fost o eseistă, poetă, scriitoare și traducătoare română, respectiv suedeză, originară din România, stabilită din 1975 în Suedia prin căsătoria sa cu suedezul René Coeckelberghs.

## Biografie
Gabriela Melinescu a urmat cursurile Liceului „Gh. Șincai" din București, iar apoi și-a continuat studille urmând cursurile Institutului Pedagogic (1960-1963) și pe cele ale Facultății de Limba și Literatura Română a Universității din București, luându-și licența în 1967. După ce a absolvit Facultatea de Filologie, a fost redactor la revistele Femeia și Luceafărul. În tinerețe a fost implicată într-o relație sentimentală de lungă durată cu poetul Nichita Stănescu, pe care l-a inspirat în numeroase poezii ale sale. Se căsătorește cu René Coeckelberghs după plecarea din țară.
Alături de poeți ca Ana Blandiana, Marin Sorescu sau Ileana Mălăncioiu este o reprezentantă a primului val al poeților generației ’60. Ea a participat direct la relansarea poeziei românești după anii de comunism inchizitorial în care poeții fuseseră transformați în propagandiști.
După plecarea din România în 1975 se stabilește în Suedia. Aici, a tipărit cărți ale unor colegi sau predecesori de-ai săi din România, a scris și a publicat romane, continuă să facă parte din lumea literară. Își construiește și o carieră de traducătoare pentru care a fost recunoscută cu Premiul Academiei Suedeze pentru promovarea literaturii suedeze în străinătate. În tot acest timp ea n-a încetat să scrie poezie în limba română. Mărturie stau cărțile de versuri publicate la Stockholm: Zeul fecundității (1977), Casa de fum (1982), Oglinda femeii (1986), Lumină din lumină (1993) etc.
Gabriela Melinescu a învățat să graveze și să picteze icoane și și-a ilustrat unele din cărțile ei mai recente. O expoziție cu lucrările ei de artă a fost găzduită de Institutul Cultural Român din Stockholm.

## Cărți publicate în România
Între 1965 și 1975 a publicat următoarele volume de versuri:
- 1965 - Ceremonie de iarnă, Editura Pentru Literatură (sau EPL)[14]
- 1967 - Ființe abstracte, Editura Tineretului
- 1968 - Înăuntrul Legii , EPL
- 1970 - O boală de origine divină, Editura Albatros
- 1972 - Jurăminte de sărăcie, castitate și supunere, Editura Eminescu - câștigătoare a premiului Uniunii Scriitorilor din România
- 1972 - Murmurul lumii, Editura Albatros
- 1975 - Împotriva celui iubit, Editura Eminescu

A mai publicat un volum de proză, Bobinocarii (EPL, 1969), o carte pentru copii, Cârma cu doua corăbii (Editura Tineretului, 1969), precum și o carte de reportaje, Viața cere viață (în colaborare cu Sânziana Pop, Editura Eminescu, 1975).
După revoluția din 1989 a mai publicat cinci volume dintr-un Jurnal suedez, la Editura Polirom (între 2003 și 2010). În 2016, La Editura Academiei Române a apărut „O sută și una de poezii”, de Gabriela Melinescu, o antologie coordonată de poeta Ileana Mălăncioiu.

## Opere publicate în Suedia
În 1975 s-a stabilit in Suedia unde a publicat 5 volume de versuri și 9 volume de proză, incluzând Ușa interzisă, urmat de:
- 1977 - Den befruktande guden („Dumnezeul fecund”), René Coeckelberghs Förlag
- 1977 - Lögnens fader („Tatăl minciunii”), René Coeckelberghs Förlag
- 1979 - Tålamodets barn („Copiii răbdării”), René Coeckelberghs Förlag
- 1981 - Vargarnas himlafärd („Lupii urcă în cer”), René Coeckelberghs Förlag
- 1988 - Gatans drottning („Regina străzii”), René Coeckelberghs Förlag
- 1991 - Fågelmannen („Omul pasăre”), Eva Bonniers Förlag
- 1993 - Ljus mot ljus („Lumină spre lumină”), Albert Bonniers Förlag
- 1998 - Ruggningar („Schimbarea penelor”), Albert Bonniers Förlag
- 2003 - Hemma utomlands („Acasă în străinătate”), roman, Albert Bonniers Förlag. În același an lui Melinescu îi este decernat premiul Academiei "De Nio".
- 2010 - Mamma som Gud („Mama ca Dumnezeu”), roman, Albert Bonniers Förlag, roman pentru care Melinescu a fost acordată premiul lui Albert Bonniers Stipendiefond 2010
- 2013 - På guldfiskens rygg („Pe spatele peștelui auriu”), volum de versuri, Ellerströms Förlag[15]

## Premii și distincții
- În 2002 a primit premiul Albert Bonniers pentru “opera omnia”.
- Tot în 2002 a primit premiul Nichita Stănescu al Academiei Române
- În 2003 primește premiul De Nios Vinterpris[16]
- În anul 2004 primește premiul Institutului Cultural Român pentru întreaga sa carieră
- 2005, Premiul Academiei Suedeze pentru introducerea literaturii suedeze în străinătate[8]
- În 2006, primește Premiul Național „Mihai Eminescu” Opera Omnia[10].
- Este unul dintre cei 36 de scriitori/traducători suedezi care au venit garantat de la statul suedez (un fel de bursă pe viață).[17]

## Traducătoare
Gabriela Melinescu a tradus din Emanuel Swedenborg, August Strindberg, Stig Dagerman, Gunnar Ekelöf, Kjell Espmark precum și din scriitorii contemporani Brigitta Trotzig și Goran Sonnevi.